# Keri Kelli
Keri Kelli, vero nome Kenneth Fear (Huntington Beach, 7 settembre 1971), è un chitarrista heavy metal statunitense.
È noto per aver militato in una moltitudine di band tra cui Big Bang Babies, Pretty Boy Floyd, Shameless, Ratt, Stephen Pearcy, Warrant, Alice Cooper, Love/Hate ed altri, oltre ad aver suonato con Skid Row e L.A. Guns. Milita attualmente nei Night Ranger, prendendo il posto di Joel Hoekstra, entrato nei Whitesnake.

## Discografia

### Con i Big Bang Babies
- 1992 - Big Bang Babies
- 1994 - Black Market
- 1999 - 3 Chords & The Truth

### Con i Dad's Porno Mag
- 1997 - Dad's Porno Mag

### Con i The Newlydeads
- 1997 - The Newlydeads
- 1998 - Re-Bound
- 2001 - Dead End

### Con i Pretty Boy Floyd
- 1998 - A Tale of Sex, Designer Drugs, and the Death of Rock N Roll
- 1999 - Porn Stars
- 2004 - Dirty Glam

### Con i Shameless
- 2000 - Queen 4 a Day
- 2002 - Splashed
- 2003 - Super Hardcore Show
- 2007 - Famous 4 Madness
- 2013 - Beautiful Disaster

### Con i Saints of the Underground
- 2008 - Love the Sin, Hate the Sinner

### Con i Night Ranger
- 2017 - Don't Let Up
- 2021 - And The Band Played On

### Altri album
- 2000 - U.S. Crush - U.S. Crush
- 2003 - Jani Lane - Back Down to One
- 2004 - L.A. Guns - Rips the Covers Off
- 2005 - Stephen Pearcy - Fueler
- 2005 - Adler's Appetite - Adler's Appetite
- 2008 - Alice Cooper - Along Came a Spider

### Tribute album
- 2001 - Name Your Poison...A Tribute to Poison
- 2001 - Welcome to the Aerosmithsonian: A Tribute to Aerosmith
- 2008 - Hell Bent Forever: A Tribute to Judas Priest